# Kmín kořenný
Kmín kořenný (Carum carvi), někdy uváděný také pod názvem kmín luční, je běžná rostlina z čeledi miříkovitých. Je to dvouletá, někdy i mnoholetá rostlina (to závisí na způsobu pěstování popř. roste-li planě na loukách).

## Popis
Kořen kmínu je vřetenovitý, tenký, slabě větvící. Listy jsou pochvaté, lysé a dvakrát peřenosečné. Kmín má 30–100 cm vysokou lodyhu. Květenstvím je složený okolík a plodem kmínu je vejčitá a ze strany silně smáčknutá, světle až tmavohnědá dvounažka. Na plodech jsou siličné kanálky, kde se vytváří silice. Semena obsahují 3–7 % éterických olejů obsahujících karvon a limonen.

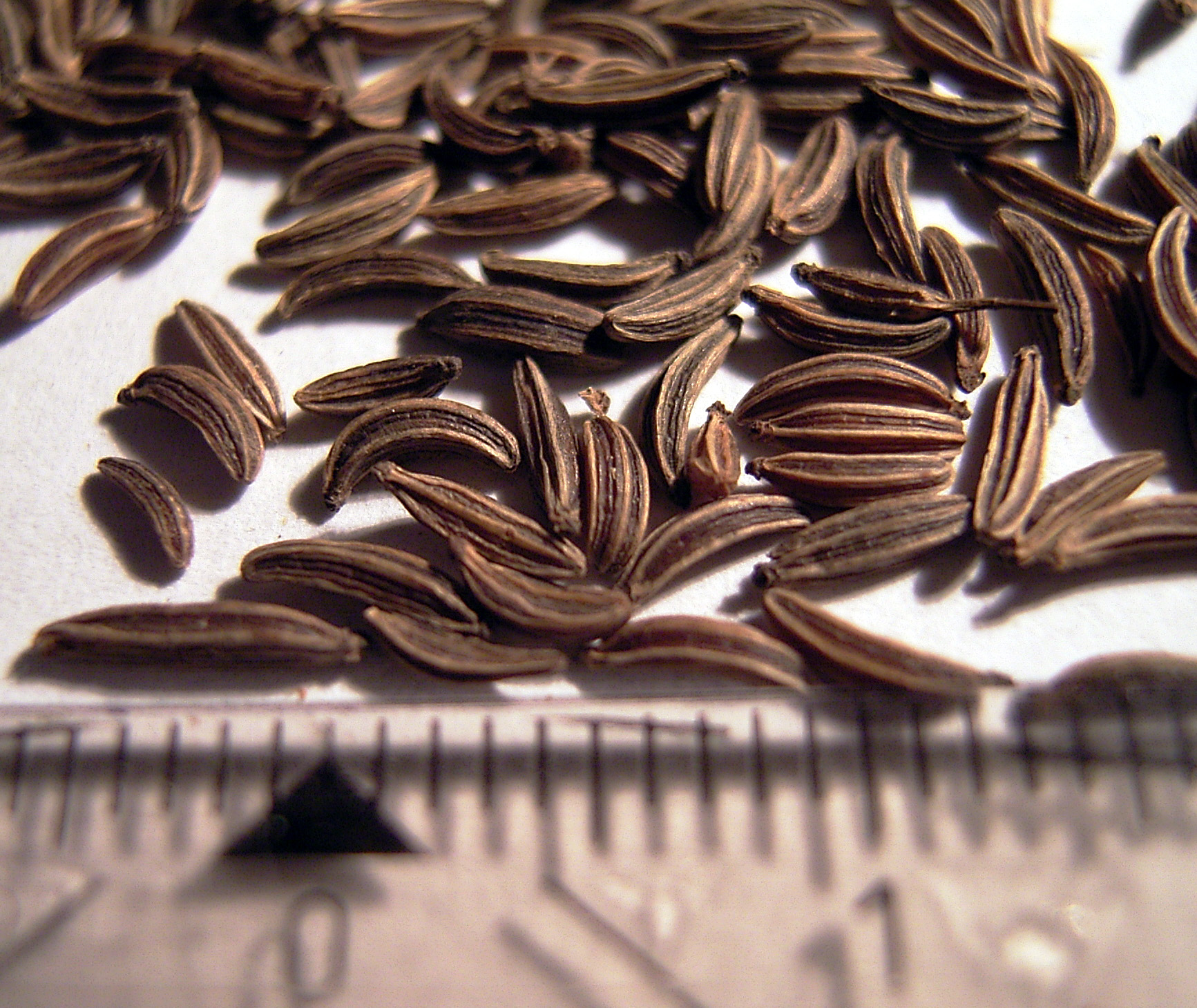
Kmín jako koření
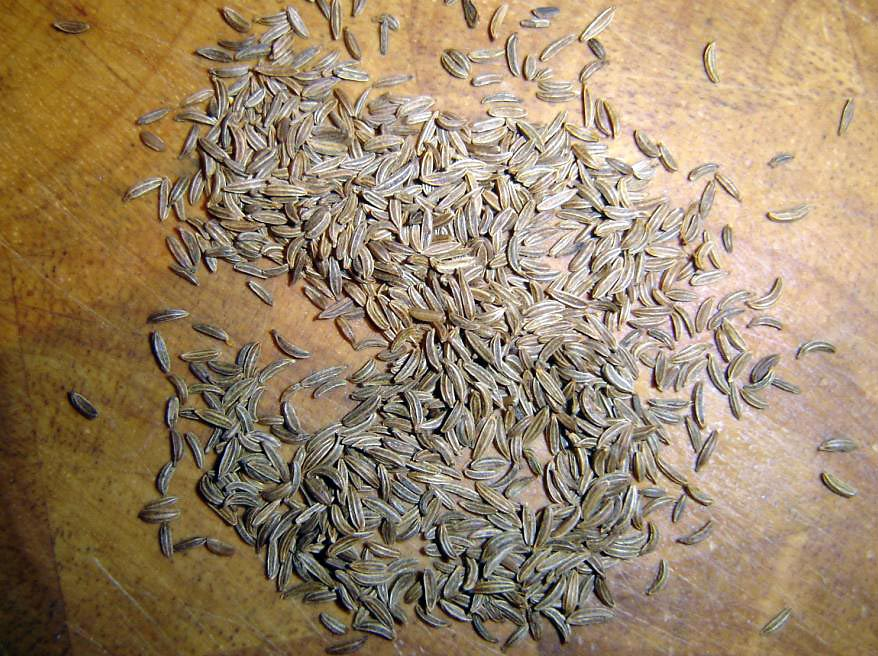
Semena kmínu lučního

## Využití
Jde o jedno z nejstarších používaných evropských koření. Jeho používání je doloženo už ze starověku. Používá se ke kořenění chleba či jiného pečiva, brambor, omáček, salátů, a mnoha dalších jídel, dále pak v konzervárenství, v likérnictví, ve farmacii a mnoha dalších odvětvích potravinářského průmyslu. Přidává se při vaření brambor, do kyselého zelí, k masům a do salátů.
Esenciální olej z kmínu se široce používá při aromatizaci léků, výrobě mýdel a parfumerii. Nota kmínu je jednou z hlavních v parfémech jako Cartier Declaration, Etro Anice, Revillon Turbulences, Kenzo Jungle L'Elephant a další.
V ČR se kmín pěstuje přibližně na 1000 ha s průměrným výnosem 0,5 tun na 1 ha. Spotřebuje se ročně přibližně 1400 t kmínu, z toho domácí produkce je schopna zajistit produkci 500 t. Zbytek se dováží převážně z Německa a Nizozemska.
Obsažený karvon pozitivně ovlivňuje trávení.

## Etymologie
Již staročeské slovo kmín je nejspíše převzato z latinského slova cuminum, cyminum, což přešlo přes řecké κύμινον ze semitských jazyků (příbuzná slova zahrnují hebrejské כמון (kammon) a arabské كمون (kammun). Toto slovo se vyskytuje v několika starosemitských jazycích, odkud přešlo ze semitské akkadštiny (kamūnu), která ho převzala ze staré sumerštiny (gamun).

## Český kmín
Pěstitelé mohou používat pro kmín pěstovaný v České republice při splnění specifických podmínek (např. vhodný pozemek, setí uznaného osiva, sklizeň v optimální zralosti atd.) chráněné označení „Český kmín“. Ochranná známka zajišťuje kvalitativní parametry, které je možné splnit pouze, když se pěstují vybrané odrůdy kmínu (např. odrůda Prochan).